# Via Vinegia
Via Vinegia è una strada del centro storico di Firenze, posta tra via de' Rustici e via dei Leoni. Lungo il tracciato si incontrano la piazza di San Remigio e via de' Magalotti, e, oltre, via del Parlascio.

## Storia
Per quanto concerne la denominazione gli stradari dei primi decenni del '900 la indicano decisamente come originata dalla presenza di una osteria con albergo di questo nome, appartenuta ai frati di Santa Croce e ubicata nel primo tratto della strada, dove ancora Bargellini ricordava la presenza di un pietrino con lo stemma francescano. Così lo stradario 2004: "Da Vinegia, antica forma toscana del nome di Venezia con un'allusione scherzosa al 'vino', stante la presenza documentata di un'antica osteria".
In questa strada, come nella vicina via del Corno, lavoravano alcuni artigiani per le necessità delle diligenze che avevano come punto di arrivo il vicino palazzo Vecchio.

## Descrizione
Così il repertorio di Bargellini e Guarnieri: "La via inizia sul fianco di San Remigio, ed oltre la piazza si fa sempre più angusta, fino a sboccare in via dei Leoni attraverso una volta. Come un miraggio, la torre d'Arnolfo si appunta nel cielo e invita a guardare in alto, al di sopra delle antiche celle, delle misere case e della volta buia, dove è stato accecato anche l'antico tabernacolo".

### Edifici
| Immagine | N°      | Nome                 | Descrizione |
| -------- | ------- | -------------------- | --- |
|          | s.n.    | San Remigio          | Affaccia sulla strada un lato della chiesa di San Remigio. Nata fuori dalle mura della cerchia antica già dal IX secolo come "spedale" dedicato a san Remigio di Reims, che ospitava i pellegrini francesi in viaggio verso Roma. Una prima chiesa è ricordata nel 1040, mentre l'edificio attuale in stile gotico risale al rifacimento del 1350. Fra le famiglie che finanziarono la ricostruzione figurano gli Alberti, i Pepi, i Bagnesi e gli Alighieri, i cui stemmi ricorrono incisi sui pilastri ottagonali e sulle pareti. |
|          | 2       | Torre dei Guidalotti | In angolo con via de' Rustici 11 rosso, l'edificio, pur non presentando elementi di particolare pregio, si distingue per la forma cubica (bene evidente visto il suo collocarsi su un canto), sufficientemente inconsueta e presumibilmente determinata da una preesistenza medioevale. Certo è che, su questo canto, nel Trecento, sorgeva una torre della famiglia Guidalotti del Migliaccio, che possiamo immaginare scapitozzata e ridotta all'attuale disegno. |
|          | s.n.    | Casa                 | L'edificio con ingresso principale in via del Corno 1, a tre piani organizzati su cinque assi, appare nelle misurate linee del prospetto cinquecentesco in un prezioso documento conservato presso l'Archivio di Stato di Firenze e reso noto da Gian Luigi Maffei, redatto nel 1771 in occasione dell'allivellamento dello stesso al signor Antonio Agresti. Le dettagliate piante dei vari piani mostrano l'organizzazione degli spazi interni, con stalle e rimesse organizzate attorno alla corte al piano terreno, le camere e i salotti ai piani superiori, le cucine dislocate su ogni piano a rispondere alle diverse esigenze stagionali. Oggi l'edificio, di grande estensione e con volumi mossi e articolati su via del Parlascio e via Vinegia, si presenta con il fronte principale su via del Corno dal disegno sufficientemente anonimo, assunto a seguito di un completo rifacimento ottocentesco. |
|          | 23r-25r | Case                 | Le case contigue mostrano importanti resti medievali al piano terra, con bugne in pietraforte e due portali in bugnato rustico, uno più stretto, destinato al passaggio delle persone, e uno più largo, probabilmente un fondaco o una rimessa. |

### Tabernacoli

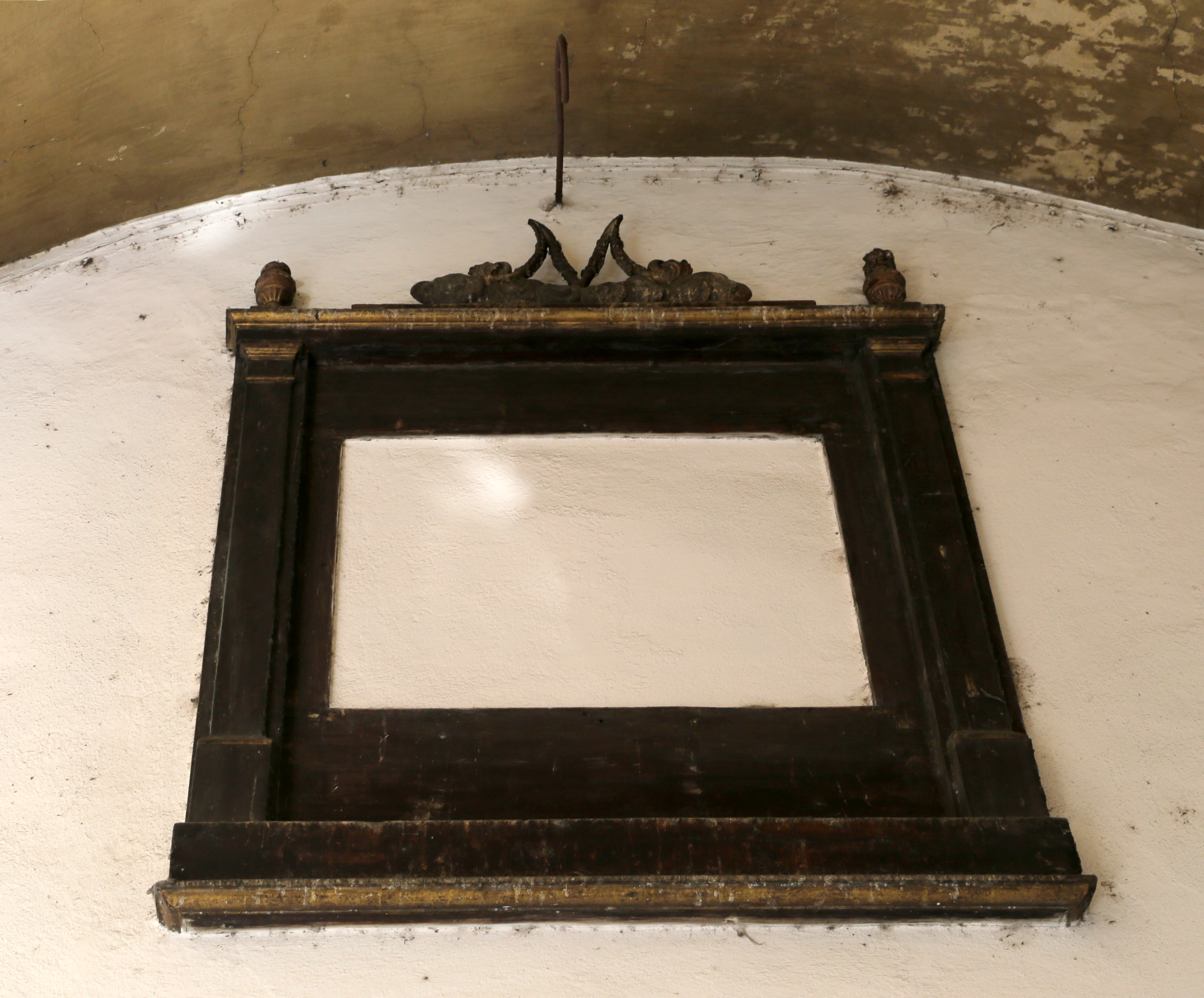
Il tabernacolo sotto la volta

Oggi resta solo una cornice in pietra di quello che prima dell'alluvione un tabernacolo devozionale, in cui era presente un'immagine della Santissima Annunziata, buona copia settecentesca dell'affresco miracoloso fiorentino. Già staccato e restaurato nel 1955 dal pittore Mameli Cupisti a cura del Comitato per l'Estetica Cittadina, oggi dovrebbe trovarsi nei depositi comunali del Museo Bardini.

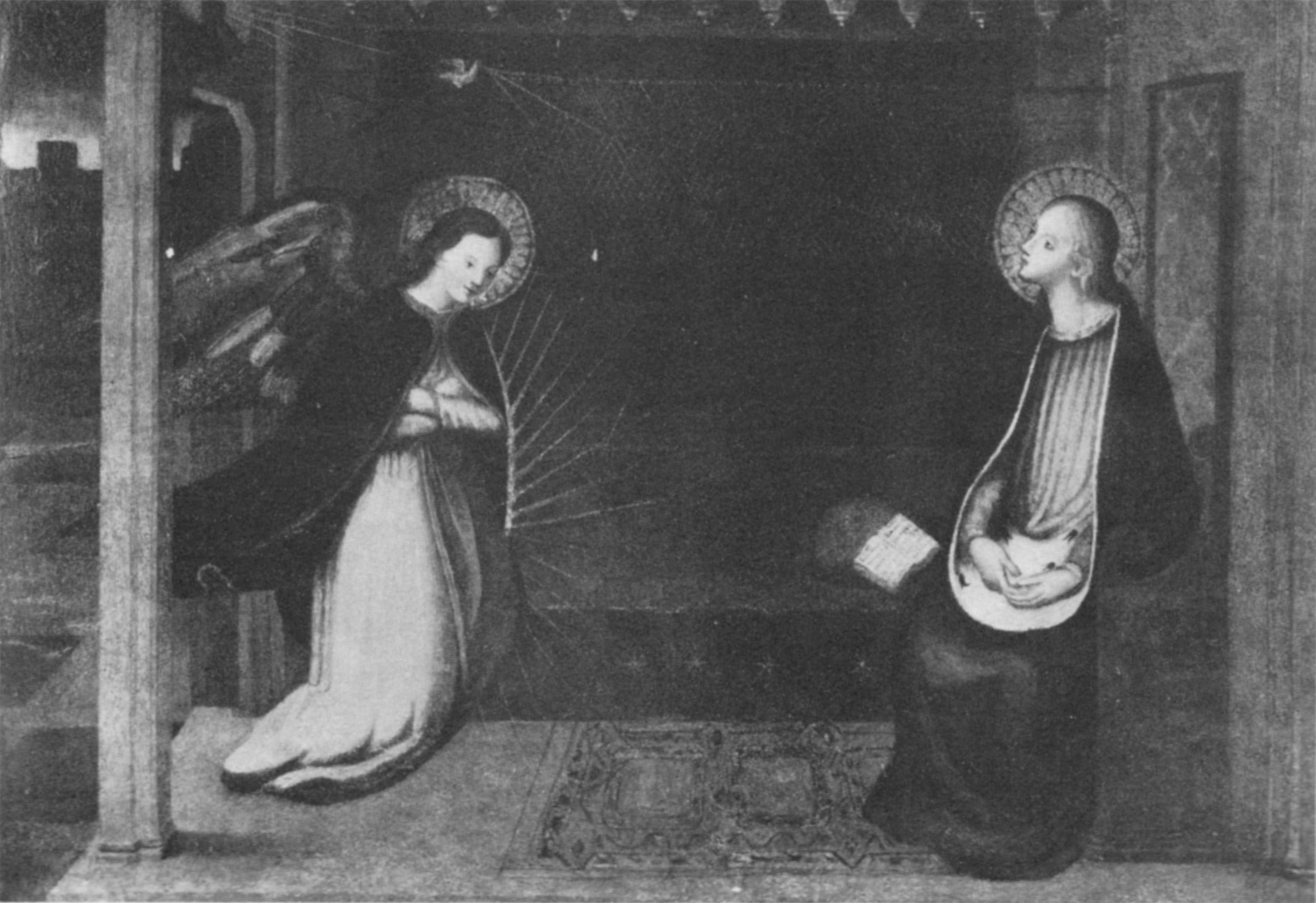
L'affresco originalmente nel tabernacolo